# Victims of the Future
Victims of the Future es el cuarto álbum de estudio del guitarrista norirlandés de blues rock y hard rock Gary Moore, publicado en 1983 por el sello Virgin Records. El disco continuó con el sonido de heavy metal que había adoptado con Corridors of Power del año anterior.
Dentro del listado de canciones destacan «Victims of the Future» y «Murder in the Skies», que tienen un alto contenido de crítica sobre la Guerra Fría, en especial en esta última que trata sobre el ataque soviético contra el Vuelo 007 de Korean Air. Adicional a ello, posee una versión de «Shapes of Things» de The Yardbirds.
Obtuvo el puesto 12 en los UK Albums Chart del Reino Unido y a su vez alcanzó la posición 172 en la lista Billboard 200 de los Estados Unidos. Mientras que los sencillos «Hold on to Love» se posicionó en el lugar 65 en los UK Singles Chart; «Shapes of Thing» en el puesto 77 y la power ballad «Empty Rooms» se ubicó en la posición 51 en dicha lista.
Al momento de ser lanzado en el mercado estadounidense, se hizo con una portada distinta y con algunos cambios en el orden de las canciones, de igual manera la introducción de guitarra en «Murder in the Skies» fue removida y fue añadida la pista «Devil in Her Heart». Por otro lado, la canción «All I Want» fue eliminada en la versión LP y fue incluida como pista adicional en la versión casete.

## Lista de canciones
Todas las canciones escritas por Gary Moore, a menos que se indique lo contrario.

### Edición británica
| N.º | Título                                  | Escritor(es)                                | Duración |  |
| 1.  | «Victims of the Future»                 | Moore, Carter, Paice, Murray                | 6:13     |  |
| 2.  | «Teenage Idol»                          |                                             | 4:07     |  |
| 3.  | «Shapes of Things» (cover de Yardbirds) | Paul Samwell-Smith, Keith Relf, Jim McCarty | 4:14     |  |
| 4.  | «Empty Rooms»                           | Moore, Carter                               | 6:36     |  |
| 5.  | «Murder in the Skies»                   | Moore, Carter                               | 7:17     |  |
| 6.  | «All I Want»                            |                                             | 4:17     |  |
| 7.  | «Hold on to Love»                       |                                             | 4:27     |  |
| 8.  | «Law of the Jungle»                     |                                             | 6:15     |  |

| Pistas adicionales en remasterización de 2002 |                          |               |          |  |
| N.º                                           | Título                   | Escritor(es)  | Duración |  |
| 9.                                            | «Devil in Her Heart»     |               | 3:29     |  |
| 10.                                           | «Blinder» (instrumental) | Craig Gruber  | 2:46     |  |
| 11.                                           | «Empty Rooms» (remix)    | Moore, Carter | 4:21     |  |

### Edición estadounidense
| N.º | Título                                | Escritor(es)                 | Duración |  |
| 1.  | «Victims of the Future»               | Moore, Carter, Paice, Murray | 6:13     |  |
| 2.  | «Teenage Idol»                        |                              | 4:07     |  |
| 3.  | «Devil in Her Heart»                  |                              | 4:03     |  |
| 4.  | «Empty Rooms»                         | Moore, Carter                | 6:36     |  |
| 5.  | «All I Want» (solo en formato casete) |                              | 4:17     |  |
| 6.  | «Shapes of Things»                    | Samwell-Smith, Relf, McCarty | 4:14     |  |
| 7.  | «Murder in the Skies»                 | Moore, Carter                | 5:49     |  |
| 8.  | «Hold on to Love»                     |                              | 4:27     |  |
| 9.  | «Law of the Jungle»                   |                              | 6:15     |  |

## Músicos
- Gary Moore: voz y guitarra eléctrica
- Neil Carter: teclados y coros
- Neil Murray, Bob Daisley y Mo Foster: bajo
- Ian Paice: batería
- Booby Chouinard: batería adicional
- Noddy Holder: coros adicionales en «Shapes of Things»